# Station Tabata
Station Tabata (田端駅, Tabata-eki) is een treinstation in Kita (Tokio) in Japan. Er is een noord- en een zuiduitgang in het station. In 2006 maakten 15.232.000 passagiers gebruik van dit station.

## Geschiedenis
Het station werd op 1 april 1896 geopend. In 2005 startten de renovatiewerken in het station, die in augustus 2008 klaar waren.

## Lijnen
East Japan Railway Company
- Yamanote-lijn
- Keihin-Tōhoku-lijn

Shinagawa · Ōsaki · Gotanda · Meguro · Ebisu · Shibuya · Harajuku · Yoyogi · Shinjuku · Shin-Ōkubo · Takadanobaba · Mejiro · Ikebukuro · Ōtsuka · Sugamo · Komagome · Tabata · Nishi-Nippori · Nippori · Uguisudani · Ueno · Okachimachi · Akihabara · Kanda · Tokio · Yūrakuchō · Shinbashi · Hamamatsuchō · Tamachi · Shinagawa